# دافينبورت (نيويورك)
دافينبورت (بالإنجليزية: Davenport, New York)‏ هي بلدة أمريكية تقع في الولايات المتحدة في مقاطعة ديلاوير. يقدر عدد سكانها بـ 2,965 نسمة ومساحتها 135.9 كم2 وترتفع عن سطح البحر 378 متر.

## أعلام
- آرثر جريسوولد كرين